# Vasile Tiță
Vasile J. Tiță (* 21. Februar 1928 in Bukarest; † 24. Juni 2013) war ein rumänischer Boxer im Mittelgewicht. Er war Silbermedaillengewinner bei den Olympischen Spielen 1952.

## Werdegang
Seinen ersten großen internationalen Auftritt hatte Tiță im Mai 1950 bei dem internationalen Turnier, das anlässlich des 25-jährigen Bestehens des polnischen Boxverbandes in Warschau stattfand. Tiță verlor dort im Halbfinale gegen den amtierenden Olympiasieger und Europameister László Papp. Im September 1950 verlor Tiță vor 15.000 Zuschauern im Bukarester Stadionul Republicii im Rahmen eines Länderkampfes gegen die Tschechoslowakei gegen den amtierenden Olympiasieger Július Torma in der Gewichtsklasse bis 67 kg.
1952 startete der Boxer, der den Spitznamen Prințul din Obor („Prinz von Obor“) trug, bei den 15. Olympischen Sommerspielen in Helsinki. Er besiegte dabei William Duggan aus Irland, Nelson Andrade aus Brasilien, Valter Sentimenti aus Italien und Boris Nikolow aus Bulgarien, ehe er im Finale gegen Floyd Patterson aus den USA nach 20 Sekunden aufgab.
Bei den Europameisterschaften 1953 in Warschau verlor er im Viertelfinale gegen Dieter Wemhöner. Auch bei den Europameisterschaften 1955 in West-Berlin unterlag er im Viertelfinale gegen Bedřich Koutný. Bei den Europameisterschaften 1957 in Prag musste er sich bereits im Vorkampf dem Belgier Victor Raes geschlagen geben. Jedoch gewann er noch eine Bronzemedaille bei den 1. internationalen Armeemeisterschaften in der DDR.
Tiță wurde zwischen 1951 und 1957 sieben Mal in Folge rumänischer Meister: 1951 bis 1953 sowie 1955 bis 1957 im Halbmittelgewicht (71 kg) und 1954 im Mittelgewicht. In den letzten zehn Jahren seines Lebens litt er an der Alzheimer-Krankheit.